# Tjuvarnas natt
Tjuvarnas natt, skriven av Ingela "Pling" Forsman och Bruno Glenmark, är en sång som Thomas Lewing sjöng då den kom på delad sjätteplats i den svenska Melodifestivalen 1984. Låten missade finalen.